# Ажен (округ)
Ажен (фр. Agen) — округ (фр. Arrondissement) во Франции, один из округов в регионе Аквитания (историческая область Франции). Департамент округа — Ло и Гаронна. Супрефектура — Ажен.
Население округа на 2006 год составляло 114 951 человек. Плотность населения составляет 113 чел./км². Площадь округа составляет всего 1013 км².